# Satellit (biologi)
För andra betydelser av Satellit, se satellit (olika betydelser)
Satellit är en subviral partikel som består av små RNA-molekyler med virusliknande egenskaper, men som är fullständigt beroende av andra virus, så kallade hjälpvirus, för att kunna genomföra sin replikationscykel, eftersom de inte kan föröka sig självständigt inne i en cell. Satelliter delas upp i de två grupperna sateillitvirus och virusoider.
Subvirala satelliter ska inte blandas ihop med Satellit-DNA.